# Flynas
A Flynas é uma empresa aérea com sede em Riade, na Arábia Saudita, foi fundada em 2007 como Nas Air.

## Frota
Em novembro de 2018:
- Airbus A319: 2
- Airbus A320: 30
- Airbus A320neo:1